# 北の綿雪
北の綿雪（きたのわたゆき）とは、青森県弘前市の企業「株式会社 N・S・マネージメント」が創業したスイーツ店。
2019年現在は株式会社スイーツ・ワールドが業務を行っている。

## 概要
2006年、株式会社 N・S・マネージメントがフランチャイズチェーン店として「北の綿雪」を創業。
氷菓「綿雪」や「エピスティック」「ソフトクリームJOY」といったデザートを製造・販売している。2019年4月現在は、北海道と中国・四国地方を除く全ての地域に店舗を構えるほか、2009年8月1日には中国上海市に進出。オンラインショップも行っており、生キャラメル・国産生姜粉末・多良間産本黒糖が購入できる。

## 主な開発商品
- 綿雪 - ミネラルウオーターからさらに不純物を取り除いた超純水にカルシウムや食物繊維などを加えたものを削ったかき氷[7]。パウダースノーにするため氷の管理を徹底し、マイナス40度を保っている[7]。ミルクやイチゴなど３８種類の味がある[8]。
- エピスティック - 2012年販売開始[3]。長さ20センチほどある[1]スティック状のワッフル[9]。
- ソフトクリームJOY - 長さ約30センチの「Ｊ型」コーンを使ったソフトクリーム。2015年7月11日からナガシマスパーランドでの販売が決定した[9]。

## その他の業態
- SENZO COFFEE - ノンカフェインコーヒーとスイーツ、軽食を組み合わせた業態[10]。東京都高円寺に１号店を出した[8]。主に成田専蔵珈琲店（弘前市）の豆を使用している。